# Main-d'œuvre militaire
Pour les articles homonymes, voir MOM.
 (novembre 2017).
Si vous disposez d'ouvrages ou d'articles de référence ou si vous connaissez des sites web de qualité traitant du thème abordé ici, merci de compléter l'article en donnant les références utiles à sa vérifiabilité et en les liant à la section « Notes et références ».
La main-d’œuvre militaire (MOM) désigne les unités militaires françaises utilisées comme ouvriers, ainsi que par extension les différents types d'ouvrages construits par cette main-d’œuvre, notamment pendant les années 1930 et pendant la drôle de guerre le long de la ligne Maginot.

## Une main-d’œuvre disponible et peu chère
Les armées ont souvent utilisé les militaires eux-mêmes comme main-d’œuvre pour effectuer des travaux d’aménagement ou même de construction de positions de défense. La main-d’œuvre militaire (MOM) désigne tout particulièrement dans l'Armée française les soldats utilisés pendant la période de 1935 à 1940.
Cette pratique était la règle en montagne, les troupes alpines participant chaque année depuis la fin du XIXe siècle à des campagnes estivales d’aménagement des sites de haute altitude, les travaux devant être effectués rapidement compte tenu des conditions climatiques. Ces travaux pouvant être effectués en appui des programmes confiés à des entreprises civiles ou de façon totalement autonome, l’Armée des Alpes avait donc acquis de bonnes compétences en matière de génie militaire mais, également, de planification et de coordination des travaux.
À partir de 1935, de nombreuses réalisations vont être confiées à la main-d’œuvre militaire dans toutes les régions fortifiées et, notamment dans le Nord de la France, mais sans le contrôle de la CORF qui avait été supprimée par décret en date du 14 mai 1935.

## Ouvrages MOM

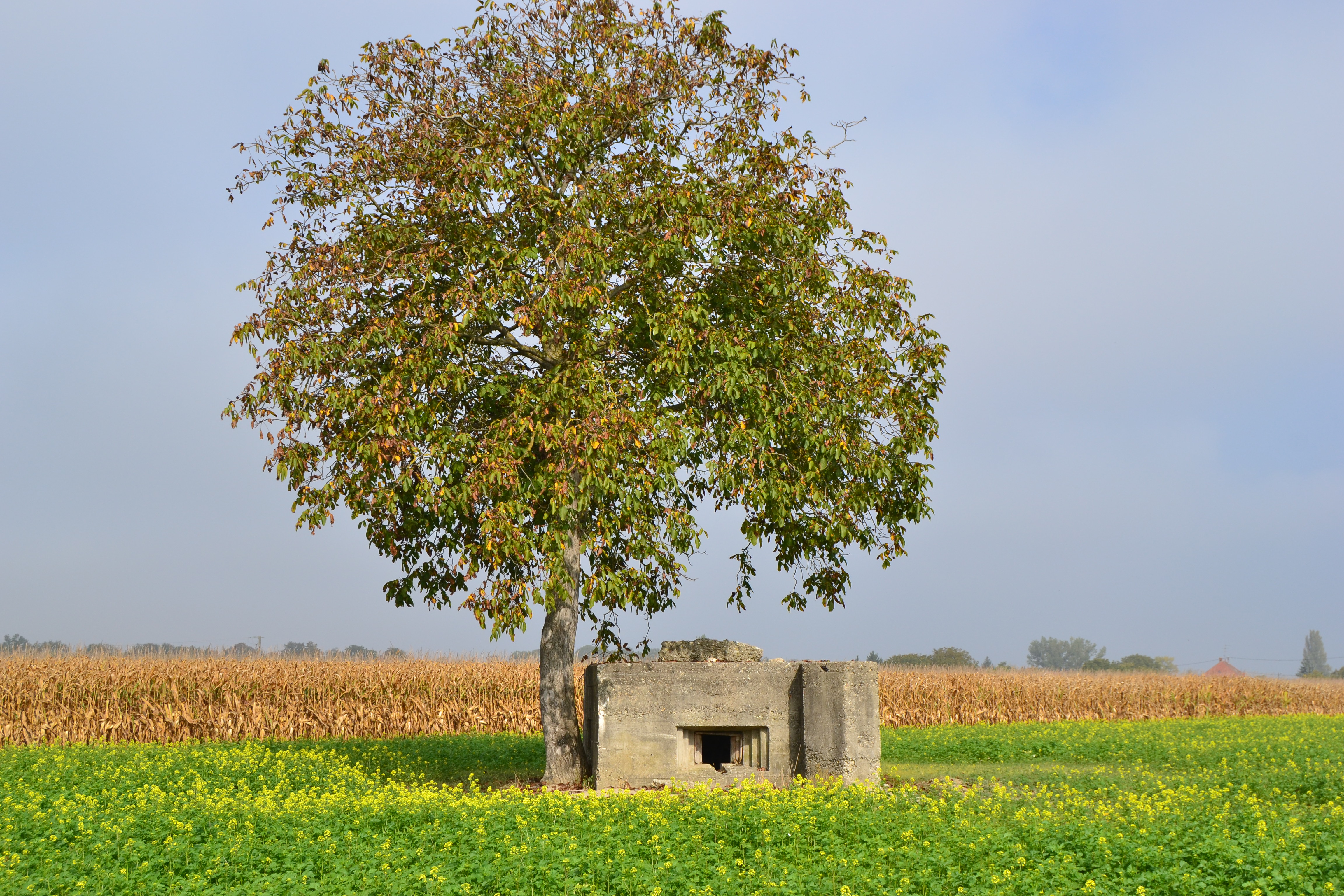
Une casemate à Geiswasser.

Ces casemates, blockhaus, abris et avant-postes « MOM » sont construits en très grand nombre après la mobilisation de 1939 en raison de la nombreuse main-d’œuvre disponible dans les armées. Construites dans l’urgence, sans respect d’aucun plan-type le plus souvent ni de règles de construction, elles n’auront que peu de valeur et ne résisteront donc pas aux assauts allemands ; les casemates des Alpes ne souffriront pas bien entendu des mêmes handicaps.
Les inspecteurs-généraux à l'origine de ce type de retranchements et fortifications sont les généraux Charles Griveaud (l'ex chef d'état-major du général Belhague), et Philippe[réf. nécessaire]. 
Ils décidaient d'imposer un nouveau moyen plus moderne de développement du génie militaire mais les contraintes administratives, les différents comités techniques, les volontés des différentes armes et le manque de crédit leur faisaient livrer des ouvrages inaboutis, de plus leur rôle n'étaient plus d'être les maîtres d'œuvre mais de simplement vérifier la qualité des matériaux mis en œuvre sous l'égide des différentes armes qui en étaient seules dépositaires. Le Procès de Riom recevait le témoignage du général Pierre Héring qui se plaignait d'ouvrages construits à Strasbourg dont les canons  étaient inadaptés. C'était sans doute un moyen comme un autre de prévenir les politiques de l'absence de crédits et de supervision dans un temps pressé. Les ouvrages de ce type étaient normalement détruits et reconstruits. 
D'une certaine façon Maxime Weygand leur donnait raison lors de la défaite de 1940 puisqu'il ordonnait de disposer mitrailleuses et canon de soixante quinze en nid afin de retarder l'avance de l'ennemi . Mais c'était sans l'appuie des moyens logistiques du génie alors en déroute comme l'armée tout entière et il ne pouvait être question de construire des ouvrages fortifiés à l'improviste. L'ennemi notait que les Français lui offraient une certaine résistance depuis quelque temps et passait outre, pour se ruer vers Dunkerque.

### Blockhaus RM
Un blockhaus RM est une fortification élevée par une des régions militaires (RM). À partir de 1935, chaque région militaire dirige ses propres travaux de fortification, d'où la construction de blockhaus (un blockhaus est plus petit qu'une casemate) de différents modèles, tels que ceux :
- de la 1re RM (première région militaire[1], dont le QG est à Lille, couvrant les secteurs des Flandres, de Lille, de l'Escaut et de Maubeuge) ;
- de la 2e RM (QG à Amiens : secteurs des Ardennes et de Montmédy) ;
- de la 6e RM (QG à Metz : secteurs de la Crusnes, de Thionville, de Boulay et de Faulquemont), certains modèles appelés RFM (région fortifiée de Metz) ;
- de la 20e RM (QG à Nancy : secteurs de la Sarre, de Rohrbach, des Vosges, de Haguenau et du Bas-Rhin), certains modèles appelés RFL (région fortifiée de la Lauter) ;
- de la 7e RM (QG à Besançon : secteurs de Colmar, de Mulhouse, d'Altkirch, de Montbéliard et du Jura) ;
- de la 14e RM (QG à Lyon : secteurs du Rhône, du Dauphiné et de la Savoie) ;
- de la 15e RM (QG à Marseille : secteur des Alpes-Maritimes et organisation défensive de la Corse).

### Blockhaus FCR
Un blockhaus FCR est une fortification du type « fortification de campagne renforcée » (FCR).

### Casemates STG
Une casemate STG est une casemate dont les plans ont été établis par la Section technique du génie (STG).